# Agostino Caporilli Razza
Agostino Caporilli Razza (Alatri, 28 agosto 1796 – 31 dicembre 1848) è stato un poeta italiano.

## Biografia
Trasferitosi giovanissimo a Roma studiò con grande profitto al Collegio Nazareno del quale poi occupò la cattedra di Lettere. In seguito tornò ad Alatri, dove divenne Canonico della Cattedrale e continuò ad insegnare Lettere. La sua vasta cultura umanistica lo fece diventare amico dei maggiori letterati del tempo, che per lui nutrirono una profonda stima.
Latinista e poeta, compose versi notevoli per nobiltà di pensiero e per classicità di stile; tra i suoi scritti, Endecasillabi latini per il Santo Natale e Inni Latini in onore di San Sisto. Fu inoltre membro di molte Accademie Romane, tra cui la Lucchese, la Tiberina e l'Arcadia.
È sepolto nel duomo di Alatri.